# Sociedad Española de Construcciones Electromecánicas
La Sociedad Española de Construcciones Electromecánicas (SECEM), conocida coloquialmente como la «electro», fue una empresa española de la industria de los metales no férreos que operó entre 1917 y 1978. A lo largo de su existencia fue una de las empresas españolas más importantes del sector del cobre, teniendo su principal actividad en Córdoba. Entre sus productos se encontraban elaborados de cobre, latón, transformadores eléctricos, etc.

## Historia
La empresa fue fundada el 15 de junio de 1917 con apoyo financiero hispano-francés, disponiendo de un capital social de 25 millones de pesetas. Nacía en un contexto de auge de la industria española, al calor de la Primera Guerra Mundial. En su creación intervinieron dos empresas de capital extranjero, la Sociedad Minera y Metalúrgica de Peñarroya (SMMP) y la Rio Tinto Company Limited (RTC), llegando ambas a formar parte del accionariado de la nueva compañía. La SECEM poseía en Córdoba una importante planta dedicada a la metalurgia del cobre, la producción de latón, la fabricación de motores y transformadores eléctricos, etc. Con los años se acabó convirtiendo en una de las principales empresas del sector, teniendo también una gran importancia en el contexto local cordobés. 
La empresa llegó a fabricar cerca del 40% de todo el cobre electrolítico que se producía en España, abasteciéndose en buena medida del material que procedía de la cuenca minera de Riotinto-Nerva. En este sentido, SECEM llegó a ser un cliente importante de la Compañía Española de Minas de Río Tinto (CEMRT), y más adelante las sociedades Río Tinto Patiño y Río Tinto Minera tendrían una importante participación en el accionariado de la SECEM. A pesar de esta situación privilegiada, la falta de competencia interna llevó a que la maquinaria y tecnología de la fábrica cordobesa no se modernizasen, lo que a largo plazo acabaría acarreando graves problemas para la viabilidad económica de SECEM. Hacia finales de la década de 1970 la crisis industrial afectó de forma considerable al sector del cobre. Aprovechando ese contexto, en mayo de 1978 la SECEM —con el apoyo financiero del Banco de Bilbao y el Banco Hispano Americano— procedió a la adquisición de la sociedad Pradera Hermanos, la Sociedad Industrial Asturiana y Earle; a finales de año a partir de todas estas empresas se constituyó el conglomerado Ibercobre, que controlaba el 60% del mercado del cobre.
El complejo de SECEM en Córdoba se mantuvo intacto hasta 1989-1990, tras la compra de Ibercobre por la finlandesa Outokumpu, que decidió trocearlo en tres industrias separadas.

## Material ferroviario

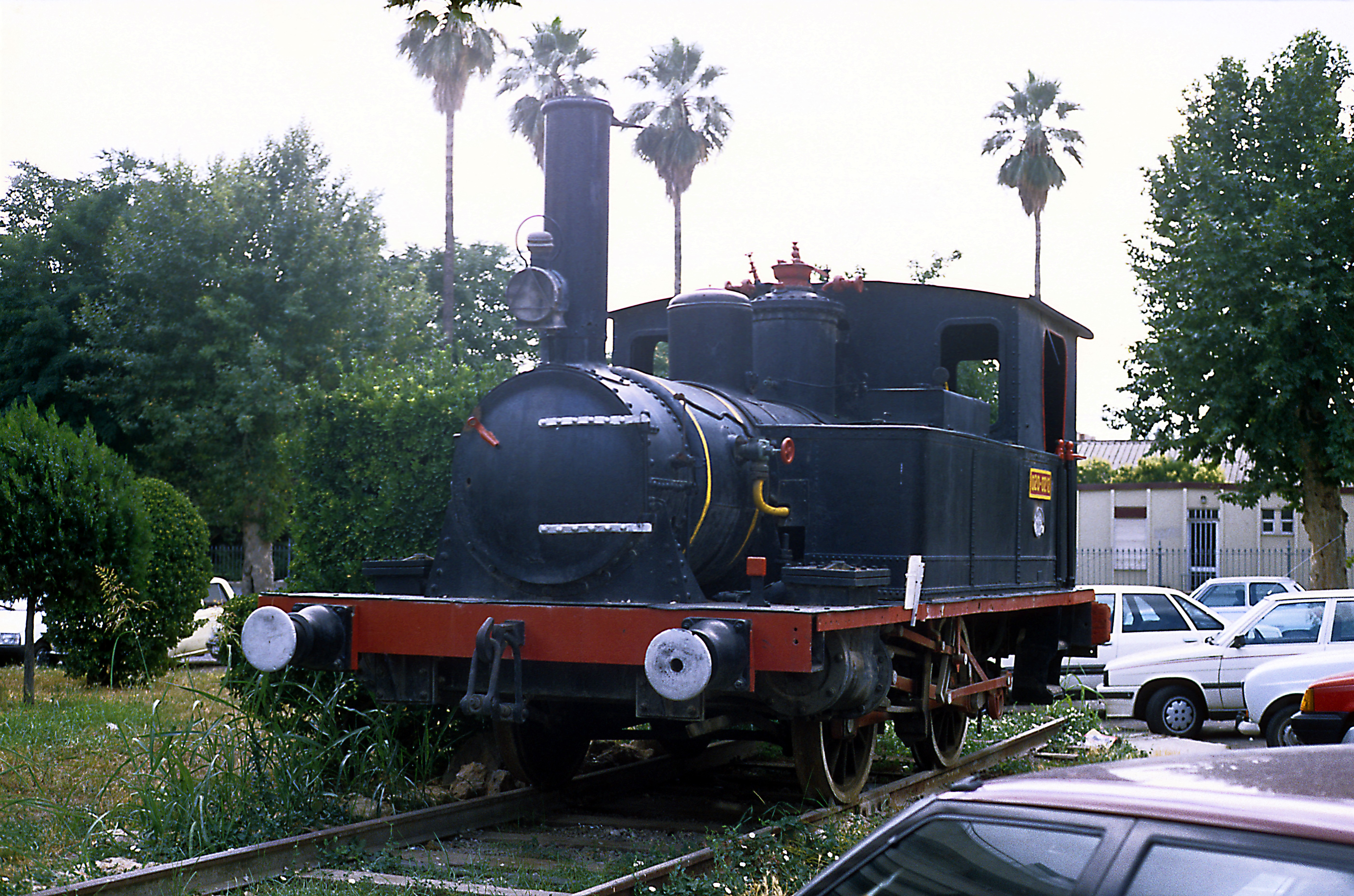
Vista de la locomotora «Santa Rita», antaño empleada por SECEM.

La factoría de SECEM en Córdoba se situó al Oeste de la ciudad, junto al trazado de las líneas férreas Córdoba-Sevilla y Córdoba-Málaga, lo que permitía dar salida por ferrocarril a su producción. Para ello se habilitaron un ramal industrial y varias vías de apartadero dentro del complejo industrial. Con el tiempo SECEM adquirió dos locomotoras de vapor del tipo 0-2-0T para que se hicieran cargo de las labores de maniobras y tracción con los vagones de mercancías. Una de estas máquinas, adquirida en 1963, era la antigua RENFE 020-0212. Actualmente está conservada y expuesta en Córdoba.